# جيجابايت
الجيجابايت ويرمز له بالرمز GB (وتكتب أيضا غيغابايت) كلمة تتكون من مقطعين:
- جيجا وتعني مليار 000 000 000 1 (ألف مليون).[3]
- وبايت وحدة قياس سعة تخزين ذاكرة حاسوبية.

## قيمة الجيجابايت
- علمياً: 1 جيجابايت = 109 = 1000 ميجابايت = 1000000 كيلوبايت = 1000000000 بايت.
- ثنائياً:1 جيجابايت = 230 = 1073741824 بايت = 1024 ميجابايت.